# Frédéric Desenclos
Frédéric Desenclos (1961-) est un organiste français.

## Biographie
Frédéric Desenclos est le fils du compositeur Alfred Desenclos. Il a étudié l'orgue, avec Gaston Litaize et André Isoir, ainsi que la composition et l'histoire de la musique au Conservatoire de Paris. Il a remporté des prix lors du Concours d'orgue européen à Bolton (1992) et l'International d'Orgue Konkurrence à Odense (1994). Il est organiste à la Chapelle Royale du Château de Versailles et conseiller musical au Centre de Musique Baroque de Versailles. Il est également professeur d'orgue au conservatoire d'Orléans, à l'École Normale de Musique d'Orsay et au conservatoire de Versailles.
Desenclos est principalement connu comme interprète du répertoire baroque français (comme Nicolas de Grigny ou dans l'accompagnement d'œuvres de Marc-Antoine Charpentier). Il a joué dans des concerts notamment en France, en Espagne, aux Pays-Bas et en Belgique. Il a également publié un grand nombre d'enregistrements.

## Discographie
Organiste :
- Wilhelm Friedemann Bach, Carl Philipp Emanuel Bach, Johann Sebastian Bach CD Fy et du Solstice 1992
- Sébastien de Brossard : Petits motets (1998) CD Auvidis Astrée
- Henry Desmarest : Messe à 2 chœurs et 2 orchestres, Les Pages et les Chantres du Centre de Musique Baroque de Versailles, Nova Stravaganza, orgue, Frédéric Désenclos (oeuvres de Louis Marchand), dir. Olivier Schneebeli. CD Virgin Veritas (2000)
- Jean-Sébastien Bach : Le Clavier bien tempéré (2004) 4 CD Alpha
- Henry Desmarest, Jean-Baptiste Lully, Louis-Claude Daquin, Louis James Alfred Lefébure-Wély, César Franck, Alexandre Guilmant, Charles-Marie Widor, orgue de Lunéville CD Alpha 2005
- Organistes de cathédrales, Du grand siècle à l'orée des Lumières, Jehan Titelouze, Charles Racquet, Gilles Julien, Nicolas de Grigny, Pierre du Mage,  CD Tempéraments-Radio France 2007
- Marc-Antoine Charpentier : Vêpres pour Saint Louis (2007) CD Alpha
- Louis Marchand : Œuvres pour orgue (2011) CD Radio France
- Deux siècles d'orgue, avec François Espinasse, Michel Bouvard, Jean-Baptiste Robin, orgue de La chapelle royale du château de Versailles 2 CD Alpha (Château de Versailles Spectacles) 2013
- François Couperin : Intégrale des deux messes pour orgue (2018) CD Tempéraments

Direction de L'Ensemble Pierre Robert :
- Daniel Danielis : Cæleste convivium, 2004[1] CD Alpha
- Henry Du Mont : Grands motets pour la chapelle de Louis XIV au Louvre, 2005 CD Alpha
- Marc-Antoine Charpentier : Méditations pour le Carême H.380 à 389, + H.270, H.267, H.253, H.13 (2006) CD Alpha
- Marc-Antoine Charpentier : Motets pour le Grand Dauphin H.166, H.373, H.328, H.174, H.248, H.326 (2008) CD Alpha